# Dowództwo Połączonych Sił Zbrojnych Atlantyku Zachodniego WESTLANT
Dowództwo Połączonych Sił Zbrojnych Atlantyku Zachodniego (ang. Allied Forces Western Atlantic Area WESTLANT) – nieistniejące już jedno z dowództw operacyjnych NATO.
Dowódcą PSZ Zachodniego Atlantyku WESTLANT był amerykański admirał, który jednocześnie pełnił funkcję dowódcy Floty Atlantyckiej Stanów Zjednoczonych. Dowództwo WESTLANT podlegało Naczelnemu Dowództwu Połączonych Sił Sojuszniczych NATO Atlantyku ACLANT. 

## Charakterystyka
Trzon PSZ Zachodnioatlantyckiego TDW stanowiły okręty podwodne, okręty ZOP, samoloty patrolowe lotnictwa bazowego sił morskich USA i Kanady. Siły morskie ZOP oraz samoloty patrolowe przeznaczone były przede wszystkim do poszukiwania i zwalczania okrętów podwodnych przeciwnika w podległych obszarach, osłony własnych konwojów oraz do zabezpieczenia operacyjnego rozwijanych lotniskowcowych sił uderzeniowych.

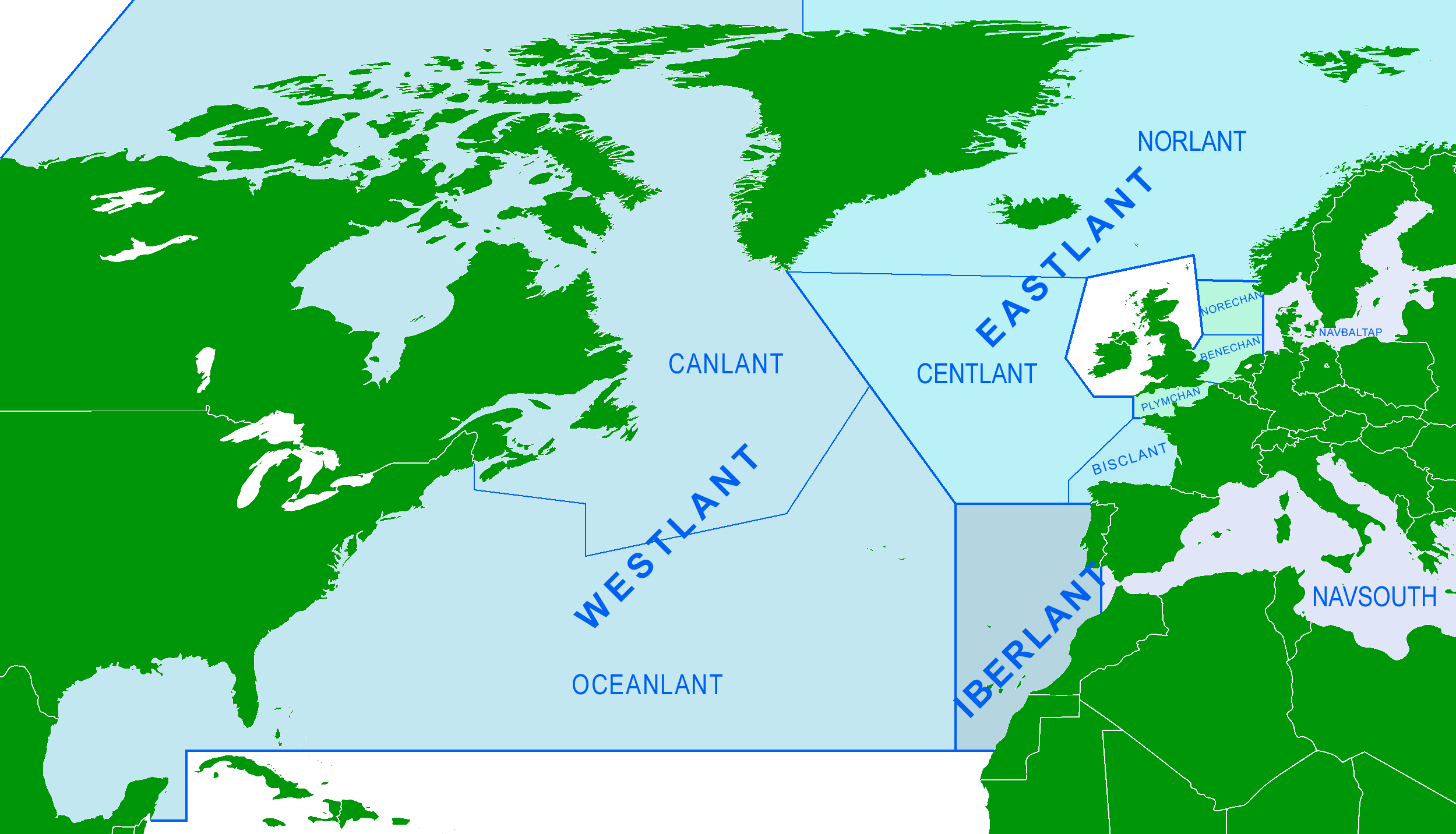
Obszary działania dowództw NATO

W początkowym okresie funkcjonowania NATO rejon traktatowy podzielono na dwie strategiczne strefy działań wojennych (teatry wojny). Była to Strategiczna Strefa Europejska i Strategiczna Strefa Atlantycka. Obszar Atlantyku podzielono na dwa teatry działań wojennych:
- Wschodni Teatr Działań Wojennych EASTLANT
- Zachodni Teatr Działań Wojennych WESTLANT[6]
  - Podobszar Oceanu OCEANLANT
  - Podobszar Atlantyku Amerykańskiego AMERLANT
  - Podobszar Atlantyku Kanadyjskiego CANLANT

Pod koniec zimnej wojny w Zachodnim Teatrze Działań Wojennych wydzielono tylko dwa podobszary:
- Podobszar Oceanu OCEANLANT
- Podobszar Atlantyku Kanadyjskiego CANLANT

Każdy z podobszarów posiadał własne dowództwo połączonych sił morskich, rozmieszczone odpowiednio w Norfolk i w Halifax.
We wrześniu 1999 wprowadzono kolejne zmiany w strukturze dowodzenia NATO. Pośrednie Wyższe Podporządkowane Dowództwa (MSCs) zastąpiono Regionalnymi Dowództwami. Najniższe w hierarchii – Główne Podporządkowane Dowództwa (PSCs) przemianowano na Subregionalne Dowództwa (Dowództwa Komponentów i Połączone Dowództwa Subregionalne). Nowa struktura nadal opierała się na geograficznym podziale obowiązków. Dowództwo Sił Sojuszniczych Atlantyku Zachodniego AF WESTLANT przekształcono w Regionalne Dowództwo RC WESTLANT.

## Struktura organizacyjna
Struktura  w 1954:
- Dowództwo Atlantyku Zachodniego WESTLANT – Norfolk
  - Dowództwo Podobszaru Oceanu – Norfolk
  - Dowództwo Podobszaru Atlantyku Amerykańskiego – Nowy Jork w USA
  - Dowództwo Podobszaru Atlantyku Kanadyjskiego  – Halifax w Kanadzie
  - Wydzielone Morskie Siły Uderzeniowe i Siły Ekspedycyjne

Struktura  w 1963:
- Dowództwo Atlantyku Zachodniego WESTLANT – Norfolk
  - Dowództwo Podobszaru Oceanu – Norfolk
  - Dowództwo Sił Atlantyku Północnoamerykańskiej Obrony Przed Okrętami Podwodnymi
  - Dowództwo Podobszaru Atlantyku Kanadyjskiego  – Halifax w Kanadzie

Struktura  w latach 70. XX w.
- Dowództwo Połączonych Sił Zbrojnych Atlantyku Zachodniego WESTLANT – Norfolk
  - Dowództwo Połączonych Sił Morskich Podobszaru Oceanu – Norfolk
  - Dowództwo Połączonych Sił Morskich Podobszaru Atlantyku Kanadyjskiego  – Halifax (Kanada)
  - Dowództwo Okrętów Podwodnych Obszaru Zachodniego Atlantyku – Norfolk
  - Dowództwo Wyspy Grenlandii – Gronnedal (Dania)
  - Dowództwo Wysp Bermudów – Hamilton
  - Dowództwo Wysp Azorskich – Sao Miguel (Azory)

Struktura  w 1989
- Dowództwo Połączonych Sił Zbrojnych Atlantyku Zachodniego WESTLANT – Norfolk
  - Dowództwo Połączonych Sił Morskich Podobszaru Oceanu – Norfolk
  - Dowództwo Połączonych Sił Morskich Podobszaru Atlantyku Kanadyjskiego  – Halifax (Kanada)
  - Dowództwo Okrętów Podwodnych Obszaru Zachodniego Atlantyku – Norfolk
  - Dowództwo Wyspy Grenlandii – Gronnedal (Dania)
  - Dowództwo Wysp Bermudy – Hamilton

Struktura  w 1994
- Dowództwo  Sił Sojuszniczych Atlantyku Zachodniego AF WESTLANT – Norfolk
  - Dowództwo Okrętów Podwodnych Obszaru Zachodniego Atlantyku – Norfolk
  - Dowództwo Podobszaru Oceanu – Norfolk
  - Dowództwo Podobszaru Atlantyku Kanadyjskiego – Halifax (Kanada)

Struktura  w 1999
- Regionalne Dowództwo  Atlantyku Zachodniego RC WESTLANT – Norfolk
  - Dowództwo Okrętów Podwodnych Obszaru Zachodniego Atlantyku – Norfolk
  - Dowództwo Podobszaru Oceanu – Norfolk
  - Dowództwo Podobszaru Atlantyku Kanadyjskiego – Halifax (Kanada)